# Björnflokesandbi
Björnflokesandbi (Andrena rosae) är en art i insektsordningen steklar som tillhör överfamiljen bin och familjen grävbin. Trivialnamnet "björnflokesandbi" används bara på finlandssvenska, trots att arten saknas i Finland.

## Beskrivning
Färgen är övervägande svart. Kinderna har dock ljusbrun behåring, liksom mellankroppens sidor, och första och andra tergiten (bakkroppssegmentet) har rödpälsade ränder. Honan blir 12 till 13 mm lång, hanen 10 till 12 mm.

## Ekologi
Enligt många auktoriteter har björnflokesandbiet två generationer, en med flygtid mellan april och juni, och som flyger under juli och augusti. Se dock under Taxonomi nedan! Den är polylektisk, den flyger till blommande växter från många olika familjer. Den tidiga generationen flyger främst till videväxter och rosväxter, medan den andra föredrar flockblommiga växter, men kan också flyga till korgblommiga växter, klockväxter och ärtväxter.
Arten lever ofta i fuktiga miljöer som ängar, under häckar, i åkerrenar, skogsbryn och -gläntor, backlandskap, floddalar och fördämningsvallar. I bergen kan den gå upp till 2 000 m. Som alla sandbin bygger den sina larvbon i gångar i marken. Ibland kan ett mindre antal honor bygga sina bon i små kolonier nära varandra. Bona kan parasiteras av gökbiet majgökbi, som lägger sina ägg i larvcellerna, ett i varje larvcell. När ägget kläcks dödar larven först värdägget eller -larven, och lever sedan av den insamlade näringen.

## Utbredning
Björnflokesandbiet finns i större delen av södra och centrala Europa från Baltikum i norr till Spanien och Grekland i söder, och från England och Wales i väster österut till Ryssland och vidare genom Turkiet, Kaukasien, Iran, Sibirien, Mongoliet och Kina till Sydkorea och Japan.
Arten saknas dock både i Sverige och i Finland.

## Taxonomi
Arten är föremål för en taxonomisk konflikt bland forskarna. Som nämnts ovan anser många auktoriteter att denna art förekommer i två former, en vårflygande och en sommarflygande, som utseendemässigt främst skiljer sig åt i formen på hanens mandibler. Vissa forskare har emellertid börjat betrakta den vårflygande formen som en egen art, Andrena stragulata.